# Eurymerodesmus amplus
Eurymerodesmus amplus är en mångfotingart som beskrevs av Ottis Robert Causey 1952. Eurymerodesmus amplus ingår i släktet Eurymerodesmus och familjen Eurymerodesmidae. Inga underarter finns listade i Catalogue of Life.